# Hermann Joseph Schmitz

Weihbischof Hermann Joseph Schmitz

Hermann Joseph Schmitz (* 16. Mai 1841 in Köln; † 21. August 1899 ebenda) war Weihbischof im Erzbistum Köln.

## Leben
Geboren in Köln besuchte er das dortige Marzellengymnasium. Nach seinem Gymnasialabschluss studierte Schmitz 1860/61 in Bonn und von 1861 bis 1865 an der Universität Innsbruck Katholische Theologie, wo er mit dem Doktorgrad der Theologie abschloss. Nachdem er am 7. April 1866 in Innsbruck die Priesterweihe empfangen hatte, führte er von 1866 bis 1868 an der Sapientia-Universität in Rom die Studien des Kirchenrechtes fort, welche er 1867 mit dem Dr. jur. can. abschloss. Hier, in Rom, wohnte er im Kollegium der Anima. 1868 in seine Heimatdiözese Köln zurückgekehrt, war er für kurze Zeit Pfarrverwalter in Heimbach und wurde noch im selben Jahr Kaplan an St. Andreas zu Düsseldorf. Im Deutsch-Französischen Krieg 1870/71 war er Feldgeistlicher und anschließend wieder als Kaplan in Düsseldorf tätig. Der Redner auf zahlreichen Katholikentagen war 1878 Mitbegründer des Augustinus-Vereins für die katholische Presse und wurde 1886 Oberpfarrer an St. Dionysius in Krefeld. Erzbischof Philippus Krementz berief Schmitz 1893 zum Domkapitular in Köln und der Papst ernannte ihn am 28. März 1893 zum Titularbischof von Zela und Weihbischof in Köln. Am 30. November 1893 spendete ihm Bischof Paul Leopold Haffner von Mainz in Köln die Bischofsweihe. Zusätzlich wurde er 1895 zum Offizial der Erzdiözese Köln ernannt.
Schmitz war ein vielseitig begabter Mann und theologisch gebildet. Er galt als zielstrebig und ehrgeizig und gehörte 1899 zu jenen Kandidaten für die Neubesetzung des Erzbistums Köln, die der Regierung weniger genehm waren.

## Ehrungen und Auszeichnungen
- Eisernes Kreuz II. Klasse[1]
- Roter Adlerorden III. Klasse[1]
- Orden vom Heiligen Grab zu Jerusalem, Großkreuz[1]

## Schriften
- Gedenkblatt, gewidmet dem dahingeschiedenen Landgerichtsrath Herrn Johannes Rübsahmen, Landtags-Abgeordneten für Stadt und Landkreis Düsseldorf. Becker, Düsseldorf 1873 (Digitalisierte Ausgabe der Universitäts- und Landesbibliothek Düsseldorf).
- Büchlein vom hl. Geist zur Vorbereitung auf den Empfang des hl. Sakramentes der Firmung. Düsseldorf 1895 (Digitalisat)
- Die Bußbücher und die Bußdisziplin der Kirche: nach handschriftlichen Quellen dargestellt. Mainz (und Düsseldorf) 1883; Neudruck Graz 1958.
- Die Bussbücher und das kanonische Bussverfahren. Band 1. Mainz 1883, Nachdruck 1958.
- Die Bussbücher und das kanonische Bussverfahren. Band 2. Mainz 1898, Nachdruck 1958.